# 老城街道 (高昌区)
老城街道，是中华人民共和国新疆维吾尔自治区吐鲁番市高昌区下辖的一个乡镇级行政单位。

## 行政区划
老城街道下辖以下地区：
新城社区、新春社区、春树路社区、老城路社区、苏公塔社区、广场社区和滨湖社区。